# Tworzywa termoplastyczne
Tworzywa termoplastyczne, termoplasty – tworzywa sztuczne wykazujące termoplastyczność, tj. w określonej temperaturze i ciśnieniu zaczynające mieć właściwości lepkiego płynu. Można je kształtować przez tłoczenie i wtryskiwanie w podwyższonej temperaturze, a następnie szybkie schłodzenie do temperatury użytkowej. 
Można je przetwarzać wielokrotnie, w przeciwieństwie do duroplastów, jednak po każdym przetworzeniu zazwyczaj pogarszają się ich własności użytkowe i mechaniczne na skutek zjawiska depolimeryzacji oraz degradacji tworzących te tworzywa polimerów lub żywic.
Możliwość kształtowanie w jednym, względnie prostym i szybkim procesie technologicznym umożliwia tworzenie z nich przedmiotów o bardzo złożonym kształcie, który nie mógłby być osiągnięty przy pomocy technik skrawania, stosowanych dla metali czy technik spiekania stosowanych dla materiałów ceramicznych. Oprócz masowej produkcji za pomocą technologii wtrysku skomplikowanych kształtek, wykorzystywanych jako naczynia domowego użytku, elementy zabawek, mebli czy karoserii samochodów, można z nich także otrzymywać rury i folie w procesach ciągłego tłoczenia i wytłaczania. Wydmuchiwanie tworzyw termoplastycznych jest z kolei stosowane masowo do produkcji plastikowych butelek.
Do najczęściej stosowanych tworzyw termoplastycznych można zaliczyć:
- polietylen (PE)
- polipropylen (PP)
- polistyren (PS)
- polichlorek winylu (PVC)
- poli(tlenek metylenu) (PMO)
- poli(tereftalan etylenu) (PET)
- polimetakrylan metylu (PMMA)
- poliamidy (PA)